# Claude Rifat
 (novembre 2024).
Si vous disposez d'ouvrages ou d'articles de référence ou si vous connaissez des sites web de qualité traitant du thème abordé ici, merci de compléter l'article en donnant les références utiles à sa vérifiabilité et en les liant à la section « Notes et références ».
Claude Rifat, né au Caire le 1er mars 1952 et mort à Tokyo le 2 août 2002, est un biologiste français, psychonaute[Quoi ?], activiste politique, écrivain et chercheur. Ses travaux incluent certaines recherches sur le GHB, notamment sur les effets antidépresseur et sociabilisant de cette molécule. La première exportation de plants et de graines de Mitragyna speciosa à l'extérieur de la Thaïlande lui est attribuée. Ces échantillons sont la source de la grande majorité des plants de Kratom actuellement disponibles à l'extérieur de la Thaïlande.

## Biographie
Claude Riffat naît au Caire le 1er mars 1952 au 23, rue Mahmoud Amine dans le quartier de Doukki. Sa petite enfance est marquée par un événement dont il portera les stigmates toute sa vie. En effet, son père était encore étudiant en médecine et dépendait d'une bourse octroyée par son père. Sa mère a dû trouver un emploi pour subvenir aux besoins de la famille car son beau-père ne subventionnait que son fils, probablement car il trouvait que ce mariage avait été trop rapide (les conjoints avaient à peine 20 ans) et mettait en danger le succès des études de son fils. De plus il s'agissait d'un mariage entre un Égyptien musulman et une chrétienne française. Sa mère s'est engagée comme vendeuse et le bébé se retrouvé seul à la maison pendant les premiers mois de sa vie: ses parents étant trop jeunes pour se rendre compte de l'effet dévastateur que cela pouvait avoir sur lui. Et effet dévastateur il y a eu! Claude a toujours souffert de cet "abandon" et cela a probablement pollué ses relations avec certaines des femmes qu'il a connues.
Son enfance est devenue plus normale lorsqu'il a eu 1-2 ans car son père ayant fini ses études, a commencé à travailler. D'abord pour le gouvernement égyptien dans le cadre d'un poste sanitaire de quartier, puis il s'est expatrié en Arabie saoudite qui engageait beaucoup de personnel. Claude Rifat rejoint son père avec sa mère en Arabie alors qu'il avait 2 ans. Il n'a pas quitté la maison familiale puisqu'il n'y avait bien entendu ni crèche, ni garderie, ni même d'école autre que coranique à cette époque en Arabie. Il est donc resté à la maison jusqu'à ce que le divorce de ses parents l'amène à suivre sa mère en Suisse. Il a alors 8 ans, sa mère lui ayant appris les rudiments de lecture et d'écriture.
Claude Rifat est placé en école privée à l'École internationale de Genève où il obtient un baccalauréat français.
Il entre à l'Université de Genève pour poursuivre des études de biologie mais il refuse de se présenter aux examens des autres disciplines nécessaires pour réussir le diplôme, notamment aux examens de physique et de chimie, ce qui l'a exclu de l'université.
Il fait quelques travaux au Jardin botanique de Genève ou au Muséum d'histoire naturelle de Genève (assistant, classification...) ou d'enseignement avant de partir pour Tahiti où il pensait s'installer, mais où il trouve le climat beaucoup trop chaud et humide à son goût. Il a ensuite passé pas mal de temps en Thaïlande avant de s'installer au Japon.[réf. nécessaire]
Il meurt à Tokyo le 2 août 2002 d'une crise cardiaque.

## Les personnages du rêve
La question de l'identité du rêveur et des rapports entre les consciences, éveillée et onirique, se manifeste au travers des personnages de rêve. Selon Claude Rifat, le Moi que nous connaissons n'est qu'un représentant d'une multitude d'autres moi à l'intérieur de notre "endoréalité". Le Moi habituel se distingue des autres en raison d'une plus forte capacité volitive. Cette capacité, selon cet auteur, est en rapport avec un métabolisme préférentiel, activé dans le cortex préfrontal. Étant donné l'utilisation préférentielle et dominante du Moi sur cette région, cela explique la prééminence du Moi à l'état de veille. Pendant le rêve, cette région étant moins impliquée (son métabolisme étant réduit), les êtres oniriques ressurgissent des zones de "bas-métabolismes". Il existe des exceptions à la prédominance du cortex préfrontal à l'état de veille, il s'agit : des personnalités multiples, chez les "schizophrènes en chronicité", dans le cadre des lobotomies chirurgicales, où il existe une modification dans l'intégrité entre le cortex frontal et les structures plus profondes (structures limbiques). À l'inverse, le processus de la "raison" se trouve amplifié sous l'effet de substances tels que la psilocine et la kétamine, qui induisent une "hyperfrontalité". Les êtres oniriques ne seraient que "des hybrides entre notre Moi et les représentations stockées que nous avons des autres dans notre mémoire", ainsi que nos moi propres, "stockés depuis notre enfance". Ce "continuum des Moi" reflète l'organisation en corail de notre mémoire, où chacun des moi ressemblerait à un polype du corail. Pendant le rêve, ces moi, à faible capacité volitive, utiliseraient les mêmes structures cérébrales que le Moi à l'état de veille, notamment le cortex moteur et les structures cérébrales impliquées dans la mémorisation. Ceci permettrait de comprendre que notre individualité n'est qu'un leurre, que nous sommes essentiellement les autres et que notre Moi cohabite en fait avec d'autres moi.

## Articles et livres
Outre les nombreux articles publiés par Claude Rifat, dont l'essentiel se trouve sur shaman-australis.com, il a participé à la rédaction de livres, notamment avec le souverainiste français Charles-Xavier Durand dans La nouvelle guerre contre l'intelligence.
Claude Rifat a également fait un travail considérable sur le rêve et le rêve conscient, et on lui doit quelques articles dans ce domaine,.